# Dramat w kabarecie futurystycznym nr 13
Dramat w kabarecie futurystycznym nr 13 (ros. Драма в кабаре футуристов № 13; Drama w kabarie futuristow nr 13) – film Władimira Kasjanowa z października 1913 roku lub z 1914 roku. Pierwszy rosyjski film awangardowy. Stanowił parodię popularnych serii kryminalnych i nawiązywał do częstej w przedrewolucyjnej Rosji mitologizacji półświatka.
W filmie wystąpili Natalia Gonczarowa i Michaił Łarionow. 
Film nie zachował się do dzisiejszych czasów, znanych jest z niego tylko kilka kadrów. Wiadomo jednak, jak przebiegała jego fabuła. Początek filmu ukazywał przygotowania futurystów do przyjęcia. Rozpoczęło się ono od odczytania przez poetę wiersza dla Gonczarowej (wiersz miał formę widocznych na kartce zygzaków), po czym tancerka El'ster wykonała futurystyczny taniec (znów poświęcony Gonczarowej). Następnie pojawił się główny punkt programu, futurotaniec śmierci, podczas którego wylosowana uczestniczka tańczy na stole z mężczyzną z nożem w ręku. Mężczyzna zabija ją, po czym następuje futuropogrzeb – morderca wyrzuca ciało ofiary w lesie. Później wraca na przyjęcie futurystów. Ci jednak dowiadują się, że przed porzuceniem zwłok, poczuł w sobie litość i pocałował ofiarę. Za to przewinienie skazują go na wydalenie z bractwa futurystów. Zrozpaczony mężczyzna popełnia samobójstwo poprzez wypicie trucizny. Futuryści opuszczają przyjęcie, przechodząc nad jego zwłokami.